# James Collinson

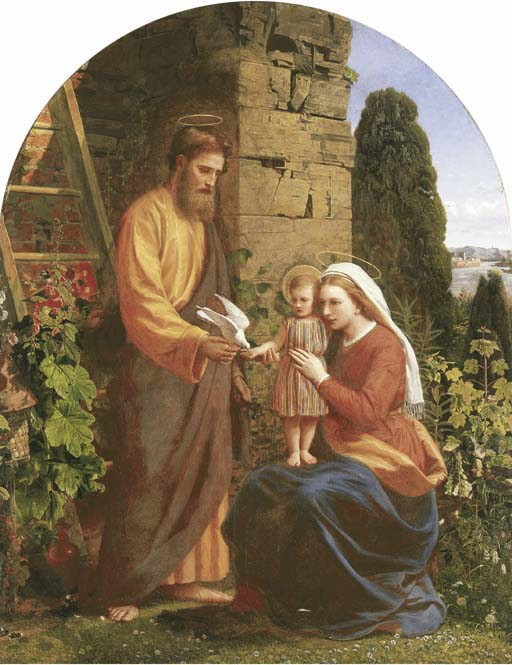
La Sacra Famiglia (1878)

James Collinson (Mansfield, 9 maggio 1825 – Camberwell, 24 gennaio 1881) è stato un pittore inglese, membro della confraternita dei preraffaelliti dal 1848 al 1850.

## Biografia
Collinson fu un devoto cristiano che fu attratto dagli aspetti devozionali
e relativi all'Alta chiesa (High church) presenti nel movimento preffaellita. Convertito al cattolicesimo, ritornò alla fede anglicana per sposare Christina Rossetti, ma la sua coscienza lo costrinse a riconvertirsi alla fede cattolica e quindi a rompere il fidanzamento. Quando John Everett Millais dipinse Cristo nella casa dei genitori e fu accusato di blasfemia, Collinson se ne andò dalla confraternita credendo che questa avrebbe portato discredito alla religione cristiana.
Durante il periodo preraffaellita Collinson produsse molte opere di tema religioso, le più importanti delle quali sono La rinuncia di Sant'Elisabetta di Ungheria del 1850 e La Sacra Famiglia del 1878, collaborò con The Germ scrivendo un lungo poema devozionale. Dopo aver lasciato la confraternita tentò di prendere il sacerdozio presso un collegio gesuita, ma non completò gli studi.
Nel 1858 sposò Eliza Wheeler, la cognata del pittore John Rogers Herbert, che era uno dei precursori dei preffaelliti. Ritornò alla carriera artistica ma si spostò verso la pittura di genere, i dipinti più famosi di questo periodo sono Lasciare e In vendita che entrambi rappresentano con spensieratezza delle belle donne in situazioni che suggeriscono tentazione morale.
Fu segretario della Society of British Artists dal 1861 al 1870.